# Mangunsari (Tegowanu)
Mangunsari is een bestuurslaag in het regentschap Grobogan van de provincie Midden-Java, Indonesië. Mangunsari telt 2563 inwoners (volkstelling 2010).